# Enos Strate
Enos Strate è il Vice Sceriffo di Hazzard. Dipendente di Boss Hogg, in realtà è un uomo per bene che non sa cedere alle malefatte del suo capo. Amico di Bo e Luke, con cui giocava da piccolo, è profondamente innamorato di Daisy, alla quale tenta sempre di rivelare il suo amore. Persona buona ma poco scaltra, rimane sempre beffato dai Duke. Quando riesce ad arrestarli gli dispiace, ma quando sa di un piano per incastrarli dà loro sempre una soffiata. Il suo sogno è lavorare a Los Angeles e ci riuscirà nella terza stagione, per poi fare ritorno dopo un anno.

## Spin-off
Il suo personaggio ha dato vita ad uno spin-off ambientato a Los Angeles, Enos (1980-1981, 17 episodi) che però ebbe poca fortuna.